# Swashbuckle
Swashbuckle je americká death/thrash metalová hudební skupina, která vznikla v roce 2005.

## Diskografie

### Alba
- 2006: Crewed by the Damned
- 2009: Back to the Noose
- 2010: Crime Always Pays

### Demo
- 2005: Demo
- 2005: Yo Ho Demo

### Video
- 2008: Drink Up
- 2009: Cruise Ship Terror